# Muzeum Polskiego Rocka
Muzeum Polskiego Rocka – ekspozycja muzealna, z tymczasową siedzibą w pubie Gazeta Rock Cafe, przy ul. Tkackiej 7/8 w Gdańsku.
Otwarcia muzeum dokonał 16 października 1999 Franciszek Walicki. Założeniem twórców muzeum jest, aby poprzez muzykę opowiedzieć historię Polski. Aktualnie muzeum znajduje się na etapie gromadzenia zbiorów i poszukiwania siedziby dla muzeum.